# Lista przewodniczących łotewskiego parlamentu

## Chronologiczna lista

### Pierwsza Republika
| # | Imię i Nazwisko   | Portret | Kadencja          | Kadencja         | Partia polityczna | Partia polityczna     |
| # | Imię i Nazwisko   | Portret | Od                | Do               | Partia polityczna | Partia polityczna     |
| - | ----------------- | ------- | ----------------- | ---------------- | ----------------- | --------------------- |
| 1 | Jānis Čakste      |         | 17 listopada 1918 | 1 maja 1920      |                   | Centrum Demokratyczne |
| 2 | Frīdrihs Vesmanis |         | 7 listopada 1922  | 17 marca 1925    |                   | LSDSP                 |
| 3 | Pauls Kalniņš     |         | 20 marca 1925     | 15 maja 1934     |                   | LSDSP                 |
| − | Pēteris Briedis   |         | 21 lipca 1940     | 25 sierpnia 1940 |                   | LKP                   |

### Druga Republika
| #  | Imię i Nazwisko     | Portret            | Kadencja         | Kadencja         | Partia polityczna | Partia polityczna                |
| #  | Imię i Nazwisko     | Portret            | Od               | Do               | Partia polityczna | Partia polityczna                |
| -- | ------------------- | ------------------ | ---------------- | ---------------- | ----------------- | -------------------------------- |
| 1  | Anatolijs Gorbunovs |                    | 3 maja 1990      | 7 listopada 1995 |                   | LKP                              |
| 1  | Anatolijs Gorbunovs | Ludowy Front Łotwy | 3 maja 1990      | 7 listopada 1995 |                   |                                  |
| 1  | Anatolijs Gorbunovs | LC                 | 3 maja 1990      | 7 listopada 1995 |                   |                                  |
| 2  | Ilga Kreituse       |                    | 7 listopada 1995 | 26 września 1996 |                   | Demokratyczna partia "Gospodarz" |
| 3  | Alfrēds Čepānis     |                    | 26 września 1996 | 3 listopada 1998 |                   | Demokratyczna partia "Gospodarz" |
| 4  | Jānis Straume       |                    | 3 listopada 1998 | 5 listopada 2002 |                   | TB/LNNK                          |
| 5  | Ingrīda Ūdre        |                    | 5 listopada 2002 | 7 listopada 2006 |                   | ZZS (LZS)                        |
| 6  | Indulis Emsis       |                    | 7 listopada 2006 | 24 września 2007 |                   | ZZS (LZP)                        |
| 7  | Gundars Daudze      |                    | 24 września 2007 | 2 listopada 2010 |                   | ZZS (LuV)                        |
| 8  | Solvita Āboltiņa    |                    | 2 listopada 2010 | 4 listopada 2014 |                   | Jedność (JL)                     |
| 9  | Ināra Mūrniece      |                    | 4 listopada 2014 | 1 listopada 2022 |                   | NA                               |
| 10 | Edvards Smiltēns    |                    | 1 listopada 2022 | 20 września 2023 |                   | LRA                              |
| 11 | Daiga Mieriņa       |                    | 20 września 2023 |                  |                   | ZZS (LZS)                        |